# Квебекцы
Квебекцы (фр. Québécois) — одна из крупнейших этнических групп в составе франкоканадского этноса, составляющая основное население провинции Квебек, добивающегося признания если не суверенитета, то хотя бы статуса «особого общества» (с 27 ноября 2006 года) внутри Канады.

## Проиcxождение
Современные квебекцы — это в основном чистокровные потомки 7,5 тыс. эмигрантов из Франции 1603—1759 гг. (пюр-лэн/pure laine или дё-суш/de souche), а также франко-индейских метисов и эмигрантов последующих волн. Основная масса квебекцев исповедует католичество, хотя позиции церкви по сравнению с началом XX века, и особенно после так называемой Тихой революции, сильно ослабли. Квебекцы, имеющие чистую французскую родословную, именуют себя «pure-laine» (букв. чистая шерсть) в противовес недавним иммигрантам в провинцию (нео-квебекцы).

## Неоквебекцы
Среди квебекцев могут выделяться франко-квебекцы, англо-квебекцы, итало-квебекцы, а также неоквебекцы (фр. Néo-Québécois) — иммигранты первого и второго поколения, в основном принадлежащие к видимым меньшинствам, таким, как африканцы, азиаты, выходцы из Латинской Америки, арабы.

## Численность
Численность квебекцев в настоящее время (2010) составляет свыше 6 миллионов человек, они составляют порядка 80 % населения провинции Квебек. Родным для них, и единственным официальным в провинции, является французский язык. Крупнейшими культурно-языковыми центрами франкоканадцев являются канадские города Монреаль и Квебек. В последнее время возросло значение таких городов как Шербрук и Гатино. В Монреале на английском сохраняется обширная, но постепенно сокращающаяся сеть услуг для проживающих там англофонов.